# Allele
Allele is een Amerikaanse vierkoppige alternatieve metalband uit Jacksonville (Florida). De band is in 2002 opgericht door Wally Wood en ex-Otep-gitarist Lane Maverick. De naam is een toespeling op allelen, een term uit de biologie die verschillende varianten van een gen beschrijft.

## Bezetting
Huidige bezetting
- Wally Wood (zang)
- Kelly Hayes (gitaar)
- Lane Maverick (gitaar)
- Tim Tobin (basgitaar)
- Giancarlo Autenzio (drums)

Voormalige lden
- Andy Toole (zang)
- Mason Romaine (gitaar)
- Ryan St. John (basgitaar)
- Keith O'Gara (drums)

## Geschiedenis
De band kwam onder contract bij het label Corporate Punishment Records en begon eindelijk te werken aan hun debuut Point Of Origin, dat op 25 oktober 2005 werd uitgebracht. In 2011 stapte de band over naar het Chicago-label Goomba Music en bracht in hetzelfde jaar hun tweede album Next To Parallel uit. Gitarist Lane Maverick had eerder de band verlaten en werd vervangen door Cold-lid Kelly Hayes, die eerder af en toe met Allele optrad. In augustus 2012 tekende Allele een platencontract bij het MTV-label Hype Music nadat ze aan nieuw materiaal was gaan werken. Lane Maverick was op dit moment opnieuw lid van de band, opnieuw in plaats van Kelly Hayes.

## Discografie
- 2005: Point Of Origin (album)
- 2005: Closer To Habit (single)
- 2006: Stitches (single)
- 2011: Next To Parallel (album)
- 2013: Allele (ep)